# Joe Muranyi
Joseph P. „Joe“ Muranyi (14. ledna 1928 – 20. dubna 2012) byl americký jazzový klarinetista, saxofonista, hudební producent a hudební kritik. Spolupracoval například s World's Greatest Jazz Band, Louisem Armstrongem, Red Allenem, Yank Lawsonem, Danny Barkerem nebo The Village Stompers.